# Alexander de Turre
Alexander de Turre, CRL (falecido em 1624) foi um prelado católico romano que serviu como bispo de Hierapetra et Sitia (1594–1624).

## Biografia
Alexander de Turre nasceu em 1555 e foi ordenado sacerdote nos Cónegos Regulares de Latrão. A 31 de janeiro de 1594, foi nomeado bispo de Hierapetra et Sitia durante o papado de Clemente VIII. No dia 13 de fevereiro de 1594, foi consagrado bispo por Ludovico de Torres, arcebispo de Monreale, com Melchiorre Pelletta, bispo titular de Crisópolis na Arábia, e Owen Lewis, bispo de Cassano all'Jonio, servindo como co-consagradores. Serviu como bispo de Hierapetra et Sitia até à sua morte em 1624.
Enquanto bispo, foi o principal consagrador de Bartol Kačić, bispo de Makarska, e o principal co-consagrador de Leonardo Tritonio, bispo de Poreč (1609).